# Abursã (filho de Sapor)
Abursã (em grego: Αβουρσαμ; romaniz.: Aboursam; em persa médio: ‘pwrs‘n; romaniz.: Apursām) foi um oficial sassânida do século III, ativo no reinado do xá Sapor I (r. 240–270).

## Nome
Abursã é a forma grega (em grego: Αβουρσαμ, Aboursam) do persa médio Apursã (em persa médio: ‘pwrs‘n, Apursām). Foi registrado em armênio como Apresã (Ապրսամ, Aprsam) e georgiano como Apre-Sami (აპრ-სამი, Ap’r-sami). Hračʻya Ačaṙyan propôs que possa estar associado ao termo *apursām, "bálsamo", que poderia ter sido recebido de empréstimo do assírio apūrsāmā.

## Vida

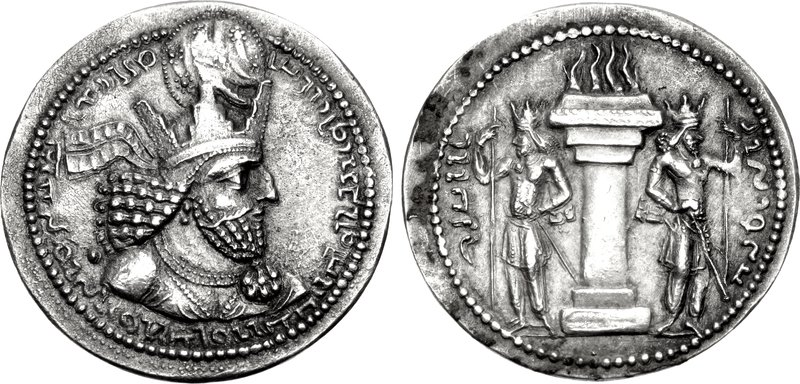
Dracma de Sapor cunhado ca. 240-244

Abursã é conhecido apenas a partir da inscrição trilíngue Feitos do Divino Sapor na qual aparece numa lista de dignitários da corte na quadragésima segunda posição dentre os 67 dignitários. A forma como foi registrado varia entre as três versões do texto, levando a interpretações diferentes. No texto em persa médio aparece como filho de certo Sapor, enquanto nas versões em parta e grego Sapor é tido como parte de seu nome, com a versão grega inclusive designando-o Abursamsabor. A historiografia se divide sobre qual das versões é correta. O texto também faz menção ao ofício de darigbedo, porém dada a construção genitiva do texto é difícil determinar se foi Abursã ou Sapor (caso sejam duas pessoas) que manteve o ofício. Caso seja possível inferir que foi seu suposto pai quem reteve o ofício, fica difícil determinar as circunstâncias para que Abursã fosse nomeado na lista de dignitários, sendo possivelmente explicável a partir da posição de seu pai.